# Gus Kenworthy
Gus Kenworthy (n. 1 octombrie 1991, Chelmsford, Anglia, Regatul Unit) este un sportiv ce a reprezentat Statele Unite ale Americii, medaliat olimpic. A participat la 2 ediții ale Jocurilor Olimpice (2014, 2018) în care a câștigat o medalie de argint.